# Tankōbon
El tankōbon (単行本), és el terme en japonès per a referir-se a «volum recopilatori» d'una sèrie en particular (com mangues, novel·les gràfiques, articles de revistes, assaigs, patrons de costura, etcètera). A diferència de revistes o sèries d'obres completes que contenen múltiples títols.
Normalment, els mangues són publicats per primera vegada en revistes d'antologies de tiratge setmanal o mensual (Com Afternoon, Shonen Jump, Hana to Yume).
Aquestes revistes d'antologies contenen centenars de pàgines i desenes d'històries individuals escrites per diversos autors. Són impreses en paper per a diaris i són considerades com revistes d'un sol ús.
Un tankōbon és una col·lecció de capítols, d'unes 170-240 pàgines, d'una sola sèrie reimpresa en format de butxaca o pasta tova amb paper de millor qualitat.

## Aizōban
Una aizōban (愛蔵版) és un volum d'edició especial. Aquests volums són generalment més cars i plens de característiques especials com portades especials creades específicament per a l'edició, paper especial usat per a les portades, paper d'alta qualitat, estoigs especials i més. Els aizōbans són de tiratge limitat, la qual cosa incrementa el seu valor com a peces de col·lecció.

## Kanzenban
Una kanzenban (完全版) és un terme emprat de vegades en lloc de l'aizōban per llançaments especials. Com les aizōban, les kanzenban són impreses en tiratges limitats, i generalment només els mangues amb més èxit són llançats en aquest format. Les dimensions solen ser les d'un A5 (148 mm × 210 mm). Un exemple d'obres publicades aquí casa nostra en aquest format seria la ben coneguda Bola de Drac (Edició Definitiva), d'Akira Toriyama editada per Planeta Cómic o dues obres de Tsukasa Hōjō recentment editades per Arechi: F.Compo i el clàssic City Hunter.

## Bunkoban
Una bunkoban (文庫版) és el format més comú que es publica. Generalment, són més petites (prop de 16 cm d'alt) i més gruixudes que el tankōbon, i normalment té una nova portada dissenyada específicament per al llançament (en el cas del manga). Si hi va haver un llançament wideban, la bunkoban té generalment el mateix nombre de volums. També de vegades són anomenades Bunk, sense el «-ban».

## Wideban
L'edició wideban (ワイド版 waidoban) és més gran que el tankōbon regular, i generalment agrupa una sèrie en menys volums que el tankōbon original. Per exemple, Maison Ikkoku va ser originalment llançada en 15 volums tankōbon, però després la van refer en 10 volums wideban.